# 곡성 서산사 동종
곡성 서산사 동종(谷城 西山寺 銅鐘)은 대한민국 전라남도 곡성군 곡성읍 서산사에 있는 조선시대의 동종이다. 2015년 8월 6일 전라남도의 유형문화재 제320호로 지정되었다.

## 개요
현재 서산사(西山寺) 관음전(觀音殿) 내에 봉안되어 있는 이 범종은 정상에는 쌍룡의 용뉴(龍鈕)가 있고, 반구형(半球形)의 천판(天板)을 쌍룡이 7개의 발로 딛고 있다. 천판(天板)과 종신(鐘身)의 경계에 융기된 1조(條)의 태선(太線)으로 천판과 종신을 구분하였다. 이 태선(太線) 바로 밑에는 상대(上帶) 대신하여 지름 3.2cm의 원좌(圓座)에 범자(梵字)를 새긴 원형범자문(圓形梵字文) 8개를 일정 간격으로 장식하였고, 종신 부분에는 4개의 유곽(乳廓, (세로 13.5cm × 가로 13.0cm)을 배치하였다. 종유(鍾乳)는 꽃받침 위에 자방이 돌출된 9개의 유두를 구비하고 있다. 유곽의 문양은 사격자문을 엇비켜 새긴 문양대(文樣帶)로 장식하였다. 유곽의 사이에는 합장한 형태의 보살입상(세로 18.5cm) 4구(軀)를 배치하였는데, 보살입상은 두광(頭光)과 보관(寶冠)을 갖추고 합장한 모습으로 선조(線彫)로 조식(彫飾)하였고 당좌(撞座)는 표현되지 않았다. 하대(下帶)에는 별도의 문양이나 조식은 없으며 다만 양주(陽鑄)된 조성기(造成記) 명문(銘文)이 있다. 명문의 내용은 다음과 같다.
擁正八年庚戌/ 四月日玉果/ 觀音寺 大隱庵/ 中鐘造成/ 施主秩/ 前將官安武/ 嘉善朴大鶴/ 通政大夫雪澄/ 通政大夫一行/ 許命生/ 許在云/ 色蘭
本菴秩
太虛堂 極初/ 敬信/ 堂頭 一行/ 掌務 好性/ 別座 覺心/ 書記 明哲/ 通善 / 化士 德訓/ 天印/ 太照 / 天俊
本寺
住持通政 桂根/ 萬淨/ 三綱 說草/ 及玄

위의 명문으로 보아 이 종은 옥과 관음사 대은암 중종으로 조성되었다. 태고사사법(太古寺寺法)에 '大隱庵 在全羅南道谷城郡五山面聖德山觀音寺山內 大本山松廣寺末寺”라 하여 대은암은 관음사 산내암자이며, 송광사 말사라 하였다. 이 종은 擁正八年庚戌四月은 1730년(영조 6) 4월에 조성하였다.
시주는 前將官 安武, 가선대부 朴大鶴, 通政大夫 雪澄, 通政大夫 一行, 許命生, 許在云, 色蘭 등이 하였다. 여기에 보이는 색난은 1698년 고흥 능가사 범종 주조 때에 시주자 명단에 보이며, 1711년 능가사 기와 조성 때에도 시주를 하였던 스님이다. 그리고 색난은 1680년 화순 영봉사 불상(현 광주 덕림사 소장), 1683년 능가사 능인전 불상(현 서울 지장암 소장), 1684년 강진 정수사 나한전 불상(현 강진 옥련사 소장), 1689년 목조아미타삼존불감(현 일본 고려미술관 소장), 1689년 목조지장삼존불감(한국불교미술박물관 소장), 1693년 구례 천은사 불상, 1694년 화순 쌍봉사 불상, 1700년 영암 축성암 나반존사상, 1701년 대흥사 응진전 불상, 1703년 화엄사 각황전 불상, 1709년 고흥 금탑사 목조보살좌상(현 고흥 송광암 소장) 등을 조각하였던 유명한 조각승이었다. 색난과 함께 불상을 조성하였던 조각승은 충옥, 초하, 득우, 일기, 모현, 도헌, 행탄, 추붕, 추평 등 많았으며, 그는 고흥 능가사 스님이었고 주로 전라도 지방에서 활동하였다.
당시 대은암의 큰 스님은 太虛堂 極初였으며, 화주는 德訓이었다. 本寺였던 관음사 주지는 통정대부 桂根이었다.
이 범종은 두 마리의 용으로 표현된 종뉴와 입상화문대가 보이지 않는 점, 유곽이 상대에 서 따로 떨어져 아래에 있는 점과 당좌가 표현되지 않은 점, 또한 종신에 합장한 보살입상이 장식되어 있고 범자문 등이 표현된 점, 종신에 명문을 새긴 것 등이 朝鮮時代 후기 범종의 전형적인 양식을 충실히 보여주고 있어 조선후기 범종 연구에 귀중한 자료가 될 것이다.
이 종의 크기는 총 높이 69.0cm, 종신높이 48.0cm, 입지름 43.7cm, 天板高 8.0cm, 천판지름 29.5cm, 용뉴높이 15.0cm이다.

## 참고 문헌
- 곡성 서산사 동종 - 국가유산청 국가유산포털